# Leslie Oles
Leslie Oles (née le 18 novembre 1990 à Beaconsfield dans la province de Québec au Canada) est une joueuse canadienne de hockey sur glace.
Elle a remporté la Coupe Clarkson avec l'équipe des Canadiennes de Montréal en 2017.

## Biographie

### Carrière en club
Oles commence à jouer au hockey dès l'âge de 5 ans. Elle évolue dans des ligues de garçons. À 17 ans, elle est récipiendaire d'une bourse des Canadiens de Montréal.

### LCHF
Lors de la saison 2007-2008, Leslie Oles est la plus jeune joueuse des Stars de Montréal dans la Ligue canadienne de hockey féminin (LCHF). À sa première saison avec les Stars elle étonne pour sa combativité. Elle marque 16 buts et a 16 mentions d'aide pour un total de 32 points en 20 matchs. Avec sa coéquipière Marie-Philip Poulin, elle est élue dans l'équipe d'étoiles des recrues de la LCHF et dans l'équipe d'étoiles de la Division de l'Est de la LCHF. Lors de sa seconde saison (2008-2009) elle aide les Stars dans leur première conquête de la Coupe Clarkson.

### Années universitaires
Leslie Oles joue depuis 2010 avec les Martlets de McGill. À sa première saison universitaire (2010-2011), elle aide les Martlets à gagner le championnat de la SIC. Lors sa deuxième saison (2011-2012) elle établit un nouveau record, devenant la meilleure marqueuse de la Conférence du Québec avec 10 buts et quatre passes (14 points) en neuf matchs disputés.

### Carrière au niveau international
De 2006 à 2008, Oles est membre de l'équipe nationale du Canada des moins de 18 ans et remporte une médaille d'Argent lors des Championnats mondiaux des moins de 18 ans de 2008.

## Honneurs et distinctions individuelles
- Élue dans l'équipe d'étoiles du championnat universitaire canadien 2011[9]
- Championne de la Coupe Clarkson (2009)
- Élue dans l'équipe des recrues étoiles de la LCHF (2007-2008)
- Élue dans l'équipe d'étoiles de la division Est de la LCHF (2007-2008)

## Statistiques

### En club
| Saison      | Équipe                  | Ligue          |    | Saison régulière | Saison régulière | Saison régulière | Saison régulière | Saison régulière |   | Séries éliminatoires | Séries éliminatoires | Séries éliminatoires | Séries éliminatoires | Séries éliminatoires |
| Saison      | Équipe                  | Ligue          | PJ | B                | A                | Pts              | Pun              | PJ               | B | A                    | Pts                  | Pun                  |                      |                      |
| 2007-2008   | Stars de Montréal       | LCHF           | 20 | 16               | 16               | 32               | 28               | 2                | 1 | 3                    | 4                    | 4                    |                      |                      |
| 2010-2011   | Martlets de McGill      | SIC            | 17 | 9                | 10               | 19               | 16               | 7                | 1 | 6                    | 7                    | 4                    |                      |                      |
| 2011-2012   | Martlets de McGill      | SIC            | 18 | 16               | 12               | 28               | 32               | 8                | 6 | 5                    | 11                   | 4                    |                      |                      |
| 2012-2013   | Martlets de McGill      | SIC            | 17 | 18               | 18               | 36               | 36               | 5                | 6 | 7                    | 13                   | 24                   |                      |                      |
| 2013-2014   | Martlets de McGill      | SIC            | 19 | 12               | 16               | 28               | 36               | 8                | 5 | 9                    | 14                   | 14                   |                      |                      |
| 2014-2015   | Martlets de McGill      | SIC            | 18 | 14               | 17               | 31               | 46               | 8                | 7 | 7                    | 14                   | 18                   |                      |                      |
| 2015-2016   | Canadiennes de Montréal | LCHF           | 22 | 3                | 4                | 7                | 22               | 2                | 0 | 0                    | 0                    | 0                    |                      |                      |
| 2016-2017   | Canadiennes de Montréal | LCHF           | 15 | 1                | 2                | 3                | 10               | -                | - | -                    | -                    | -                    |                      |                      |
| 2017-2018   | EV Bomo Thun            | Women's League | 20 | 23               | 8                | 31               | 32               | 4                | 1 | 2                    | 3                    | 20                   |                      |                      |
| Totaux LCHF | Totaux LCHF             | Totaux LCHF    | 57 | 20               | 22               | 42               | 60               | 4                | 1 | 3                    | 4                    | 4                    |                      |                      |

### Au niveau international
| Année | Équipe | Compétition                   |   | PJ | B | A | Pts | Pun               |  | Résultat |
| 2008  | Canada | Championnat du monde - 18 ans | 4 | 2  | 1 | 3 | 4   | Médaille d'argent |  |          |